# سونی اریکسون اف۳۰۵
اف۳۰۵ یکی از مدل‌های گوشی‌های سونی اریکسون می‌باشد که در تاریخ ۱ توامبر ۲۰۰۸ معرفی شد.